# Daćbogi (województwo mazowieckie)
Daćbogi – wieś w Polsce położona w województwie mazowieckim, w powiecie siedleckim, w gminie Wiśniew. Ma status sołectwa. Przez wieś przebiega droga powiatowa Domanice – Gostchorz.
Wierni Kościoła rzymskokatolickiego należą do parafii Świętej Rodziny w Śmiarach.
W latach 1975–1998 miejscowość administracyjnie należała do województwa siedleckiego.